# 石川賢利
石川 賢利（いしかわ けんと、1988年3月8日 - ）は、日本の男性声優。ケッケコーポレーション所属。埼玉県出身。

## 略歴
プロ・フィット声優養成所卒業。

## 人物
特技はバスケットボール。趣味は散策、F1観戦、ウェブサイト作成、カリンバ。
『ポケットモンスター』が好きであり、一番好きなポケモンはガーディ。
妹がいる。

## 出演

### テレビアニメ
2010年
- けいおん!!（観客）

2012年
- GON -ゴン-（シマウマ3）

2013年
- AKB0048 next stage（観客C）
- D.C.III 〜ダ・カーポIII〜
- はたらく魔王さま!（高校生達）
- リトルバスターズ!（生徒A）

2014年
- アルドノア・ゼロ（船員）
- SHIROBAKO（向井優地）

2016年
- くまみこ（スタッフ）
- ハンドレッド（警備生徒）

2022年
- アイドリッシュセブン Third BEAT!（スタッフ）

### ゲーム
ソーシャル
- サウザンドメモリーズ〜千の絆と一太刀の裏切り〜（鉄鋼の修行親父ガンドウ[11][12]、極限の求壊者バーサス[13][14][15]、流転の暴剣者マガラ[16][17][18]、頑強の贈配士ガンドウ[19][20]）

アーケード
- ポケモンガオーレ（システムボイス）
- WHITE ALBUM -綴られる冬の想い出-（2010年、宅配男性） - PS3
- 夏色ハイスクル★青春白書（2015年、影山孫子）

### ドラマCD
- ドラマCD アニコイ〜ANIme mitaina KOI shitai!〜【通常盤】（男子生徒[21]）
- Cinematic Sound Drama いつか天魔の黒ウサギ2 《月》が昇る昼休み【通常盤】（クラスメイト[22]）
- ふたりじめ戦国夫婦
- ブラッディ+メアリー（吸血鬼3）
- 理系男子。NEXT〜ぼくらの理科研〜（男子生徒B）

### BLCD
- 秋山くん -新装版-
- 明け方に止む雨（古瀬達也）
- イエスタデイをかぞえて（秋吉[23]、三島冬至の父[24]）
- いかさまメモリ（福永）
- いかさまメモリ シェリプラス2014ナツ号付録（友人）
- いつも王子様が（ハート）（木島）
- 俺のパンツが人質にとられています（戸塚[25]）
- キャンディミルク（博明、沢口[26]）
- 狂い鳴くのは僕の番（家庭教師）
- 狂い鳴くのは僕の番；β１（高羽父、鵜藤剛[27]）
- 恋するインテリジェンス2（姫野成、麻薬取締官[28]）
- 5人の王 I 後篇（緑の兵）
- 囀る鳥は羽ばたかない
- 錆びた夜でも恋は囁く（弓冬次）
- 花は咲くか（同級生）
- ひだまりが聴こえる -幸福論-（ユウキ[29]）
- フルーツ、ガトーショコラ（同僚男性）
- ポルノグラファー（久住の友人[30]）
- ヤリチン☆ビッチ部
- ルボー・サウンドコレクション ドラマCD 執事★ゲーム（使者[31]）

### デジタルコミック
- ひかりオンステージ！（2019年、伊月奏人[32]）

### ナレーション
- タカラトミー「アニア」CM
- イータス社 企業VP
- KINGJIM 店頭用CM
- ファイザー株式会社
- 「UNO」アジア大会

### 吹き替え

#### 映画
- スリーパーズ（少年時代のシェイクス〈ジョー・ペリーノ〉、トーマス・マルカノ〈ビリー・クラダップ〉）※Netflix版
- ディバイナー 戦禍に光を求めて（エドワード・コナー）
- Death Note/デスノート（ケニー・ドイル）
- ときめきサイエンス

#### ドラマ
- クローザー シーズン7
- ティーンウルフ シーズン5（ドノヴァン）
- ハノーバー高校 落書き事件簿/AMERICAN VANDAL（サム・エクランド〈グリフィン・グラック〉）
- ローズマリーの赤ちゃん〜パリの悪夢〜
- アンブレラ・アカデミー （ナンバー・ファイブ）

#### アニメ
- 名探偵ミレット

### ラジオドラマ
- サタデードラマハウス美男子劇場「ツイステッド・トライアングル」（2017年、瀬戸内敏哉、常田[33]）

### テレビ番組
※はインターネット配信。
- P-Sports〜目指せ、ポケモンバトルマスター!〜（2018年1月24日 - 、AbemaTVウルトラゲームス※）[34] – 実況

### 朗読劇
- 朗読劇〜『声』Vol.3〜「ヒア・カムズ・ザ・サン」〈著：重松清〉（2012年10月、劇場MOMO）[35]
- 朗読劇〜『声』Vol.4〜「レヴォリューションNo.3」〈著：金城一紀〉（2013年10月、恵比寿・エコー劇場）[36]
- 朗読劇「彼女が好きなものはホモであって僕ではない」（2021年9月2日、草月ホール） - 高岡亮平 役

### その他コンテンツ
- イベント「国際スマートグリッドEXPO」東芝ブースMC
- イベント「スマートシティウィーク2012」東芝ブースMC
- イベント「Reception」東京 司会